# Michael W. Watkins
Michael W. Watkins menționat adesea ca Michael Watkins (n.  ?) este un director de imagine, regizor de televiziune și producător de televiziune american. A lucrat la Smallville, Boomtown, The X-Files și Lois & Clark: The New Adventures of Superman, Monk, Law & Order, No Ordinary Family, Warehouse 13 și alte câteva filme și seriale de televiziune. El a regizat și filme de televiziune ca Deadlocked (2000), The Rockford Files (2010), precum și miniserialul TV din 2004 5ive Days to Midnight.
Watkins a câștigat două Premii Emmy pentru munca sa cinematografică la Quantum Leap.
Watkins a fost producătorul unor episoade dinBrooklyn South, Smallville, The X-Files, Prison Break, The Blacklist, precum și al filmului TV din 2001 Semper Fi.
Watkins este membru al American Society of Cinematographers (A.S.C.)

## Filmografie (selecție)
- Lois & Clark: The New Adventures of Superman

- "Illusions of Grandeur" (1994), regizor
- "Whine, Whine, Whine" (1995), regizor
- "Ordinary People" (1995)
- "Chip Off the Old Clark" (1995)
- Detention: The Siege at Johnson High (1997)
- Millennium

- "Sacrament" (1997)
- The X-Files

- "X-Cops" (2000)
- "Sein und Zeit" (2000)
- "The Sixth Extinction" (2000)
- "Arcadia" (2000)
- "Tithonus" (2000)
- Smallville

- "Metamorphosis" (2001)
- "Jitters" (2001)
- No Ordinary Family

- "No Ordinary Brother" (2010)
- Criminal Minds: Suspect Behavior

- "Lonely Hearts" (2011)
- The Blacklist

- "Wujing" (2013)
- "Frederick Barnes" (2013)
- "Anslo Garrick Conclusion" (2013)
- "The Cyprus Agency" (2014)
- "Mako Tanida" (2014)
- "Berlin Conclusion" (2014)
- "Lord Baltimore" (2014)
- "Dr. Linus Creel" (2014)
- "The Decembrist" (2014)
- "Luther Braxton" (2015)
- "The Major" (2015)
- "Tom Connolly" (2015)
- "The Troll Farmer" (2015)
- "Zal Bin Hasaan" (2015)
- "The Vehm" (2016)
- "Cape May" (2016)
- "Esteban" (2016)
- "Dr. Adrian Shaw" (2016)
- "Natalie Luca" (2017)
- "Philomena" (2017)
- "Mr. Kaplan" (2017)
- "The Ending" (2017)
- SEAL Team

- "Rolling Dark" (2017)
- "Things Not Seen" (2019)
- "Rock Bottom" (2019)
- "Danger Crossing" (2019)
- Grey's Anatomy

- "Gut Feeling" (2018)
- "Add It Up" (2019)
- "It's Raining Men" (2019)